# William Trubridge

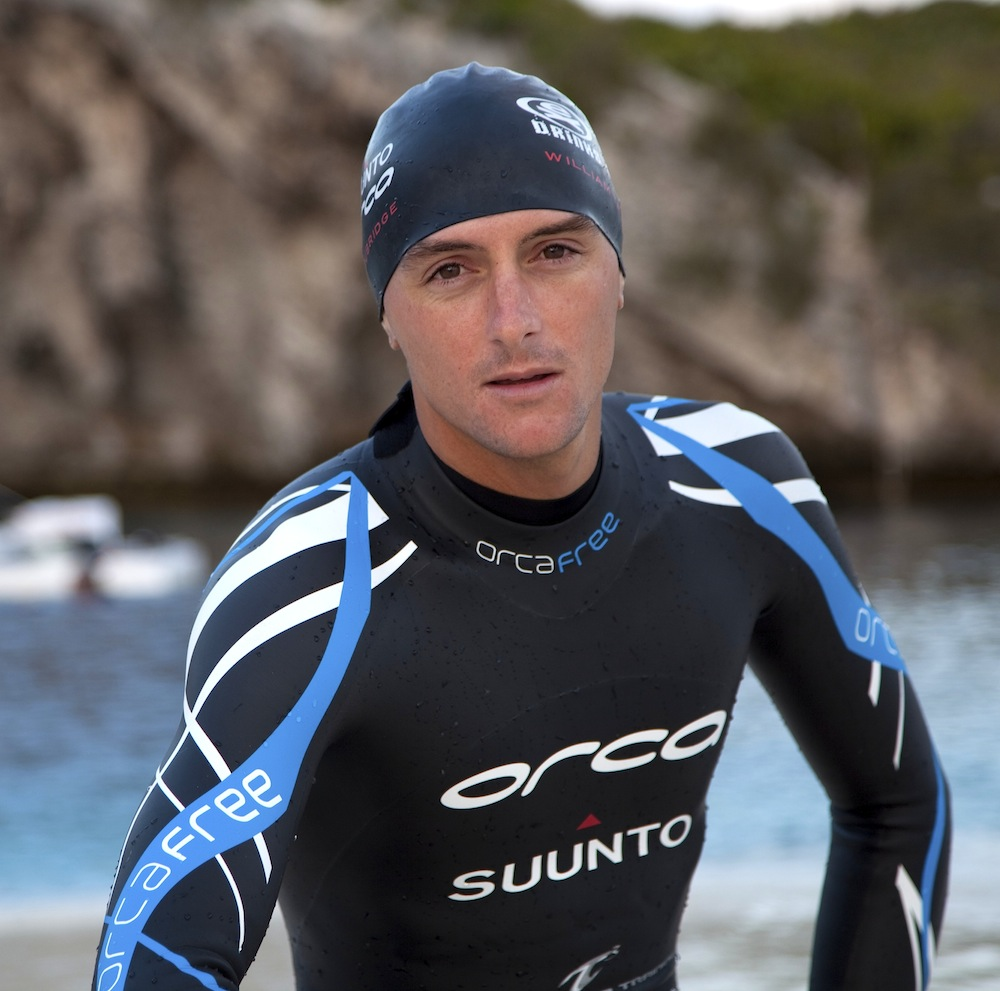
William Trubridge

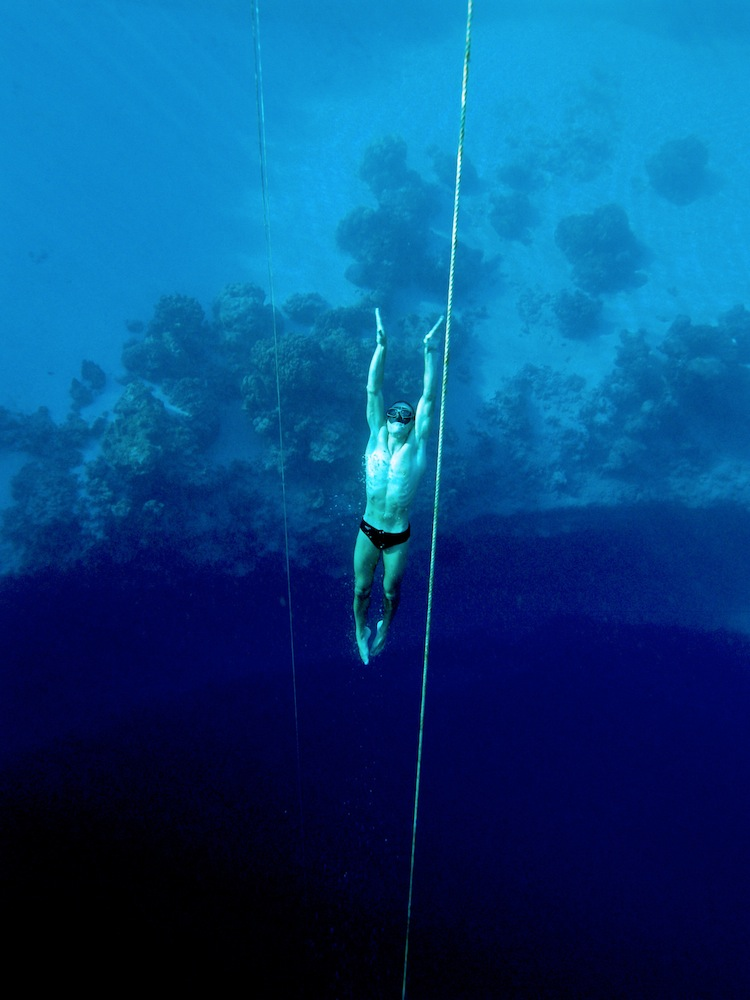
William Trubridge im Dean’s Blue Hole

William Trubridge MNZM (* 24. Mai 1980 in Havelock North) ist ein neuseeländischer Apnoetaucher, der am 14. Dezember 2010 in der Disziplin Constant Weight ohne Flossen mit 100 Meter Tiefe einen neuen Weltrekord aufstellte. Dieser Weltrekord war sein 13. Weltrekord in seiner Karriere als Apnoetaucher.
William Trubridge taucht und lehrt von November bis Mai am Dean’s Blue Hole an der Apnea Academy, der Umberto Pelizzari vorsitzt.
Außerhalb der Tauchsaison lehrt William, gemeinsam mit seiner Frau Brittany, Yoga.

## Rekorde
| Datum         | Tiefe [Meter] | Tiefe [Fuß] | Apnoe-Taucher     | Tauchzeit [mm:ss] | Apnoetauch- Disziplin              |
| ------------- | ------------- | ----------- | ----------------- | ----------------- | ---------------------------------- |
| 1. Apr. 2008  | 86            | 282,1       | William Trubridge |                   | Constant Weight without fins (CNF) |
| 1. Apr. 2009  | 88            | 288,7       | William Trubridge | 03:30             | Constant Weight without fins (CNF) |
| 3. Dez. 2009  | 90            | 295,3       | William Trubridge |                   | Constant Weight without fins (CNF) |
| 19. Apr. 2010 | 92            | 301,8       | William Trubridge |                   | Constant Weight without fins (CNF) |
| 26. Apr. 2010 | 95            | 311,7       | William Trubridge |                   | Constant Weight without fins (CNF) |
| 14. Dez. 2010 | 100           | 328,1       | William Trubridge | 04:10             | Constant Weight without fins (CNF) |
| 16. Dez. 2010 | 101           | 331,4       | William Trubridge | 04:14             | Constant Weight without fins (CNF) |
| 20. Juli 2016 | 102           | 335         | William Trubridge |                   | Constant Weight without fins (CNF) |
| 2008          | 108           | 354,3       | William Trubridge | 03:51             | Free Immersion (FIM)               |
| 6. Apr. 2008  | 109           |             | Herbert Nitsch    |                   | Free Immersion (FIM)               |
| 22. Apr. 2010 | 116           |             | William Trubridge | 04:09             | Free Immersion (FIM)               |
| 25. Apr. 2010 | 120           |             | Herbert Nitsch    |                   | Free Immersion (FIM)               |
| 10. Apr. 2011 | 121           | 397,0       | William Trubridge |                   | Free Immersion (FIM)               |
| 2. Mai 2016   | 122           | 400,0       | William Trubridge | 04:24             | Free Immersion (FIM)               |